# Parque y reserva natural Chancaní
El Parque natural provincial y reserva forestal natural Chancaní está situado en la localidad Chancaní, del Departamento Pocho en la Provincia de Córdoba (Argentina). A pesar de su nombre, todavía está considerado solo como un área natural protegida.
Siendo de propiedad fiscal, su pie de monte y la llanura adyacente cubren una superficie de 4920 ha. Este parque y reserva natural tiene por objetivo proteger una muestra de bosque chaqueño occidental y bosque serrano, que poseen características únicas por su extensión y su estado de conservación.
Una red de caminos internos y picadas para uso peatonal, permiten recorrer la reserva casi en su totalidad, aunque por su aislamiento y distancia de los grandes centros urbanos, se deben tomar los recaudos necesarios antes de emprender la visita a la misma.
- Datos: Q6063240